# سامردیل، نیوجرسی
سامردیل (به انگلیسی: Somerdale) شهری در ایالت نیوجرسی کشور ایالات متحده آمریکا است که جمعیت آن در سرشماری سال ۲۰۱۰ میلادی، ۵٬۱۵۱ نفر بوده‌است.